# أرسينيو هول
أرسينيو هول (بالإنجليزية: Arsenio Hall)‏ مواليد 12 فبراير 1956 في كليفلاند، هو ممثل وكوميدي أمريكي بدأ مسيرته الفنية سنة 1984. درس في جامعة كينت.

## الأعمال

### أفلام
- إيغور (2008)
- ساندي ويكسلر (2017)

### مسلسلات
- صائدو الأشباح
- شيرز
- حكم عرفي
- معجب عجيب
- توش.0
- إنسايد إيديشن

## وصلات خارجية
- أرسينيو هول على موقع IMDb (الإنجليزية)
- أرسينيو هول على موقع الموسوعة البريطانية (الإنجليزية)
- أرسينيو هول على موقع روتن توميتوز (الإنجليزية)
- أرسينيو هول على موقع قاعدة بيانات الأفلام العربية
- أرسينيو هول على موقع ألو سيني (الفرنسية)
- أرسينيو هول على موقع ميوزك برينز (الإنجليزية)
- أرسينيو هول على موقع ميوزك برينز (الإنجليزية)
- أرسينيو هول على موقع أول موفي (الإنجليزية)
- أرسينيو هول على موقع قاعدة بيانات الأفلام السويدية (السويدية)
- أرسينيو هول على موقع إن إن دي بي (الإنجليزية)
- الموقع الرسمي